# Bessie Smith
Pour les articles homonymes, voir Smith.
Elizabeth « Bessie » Smith, née le 15 avril 1894 à Chattanooga dans le Tennessee et morte le 26 septembre 1937 à Clarksdale dans le Mississippi, est une chanteuse américaine et une des artistes d'enregistrement les plus réputées des années 1920. Elle est surnommée the Empress of the Blues (« l'Impératrice du Blues »). Souvent considérée comme l'une des plus grandes chanteuses de son époque elle exerce une influence majeure sur les autres chanteurs de blues, ainsi que sur les chanteurs de jazz.
Bessie Smith perd très jeune ses parents et pour survivre, avec ses six frères et sœurs, chante au coin des rues. Elle commence à faire des tournées et à se produire dans un groupe qui comprend Gertrude « Ma » Rainey, puis elle se met à son compte. Sa carrière d'enregistrement avec Columbia Records commence en 1923.
Elle a une influence musicale importante sur des chanteuses comme Billie Holiday, Sarah Vaughan, Dinah Washington, Nina Simone, Janis Joplin, Norah Jones et surtout Willie Mae « Big Mama » Thornton surnommée the New Bessie Smith (« la Nouvelle Bessie Smith »). Sa voix puissante et son style de chant sont une contribution importante à l'histoire de la musique populaire.
Sa carrière de chanteuse est interrompue par un accident de voiture des suites duquel elle meurt à l'âge de 43 ans.

## Biographie

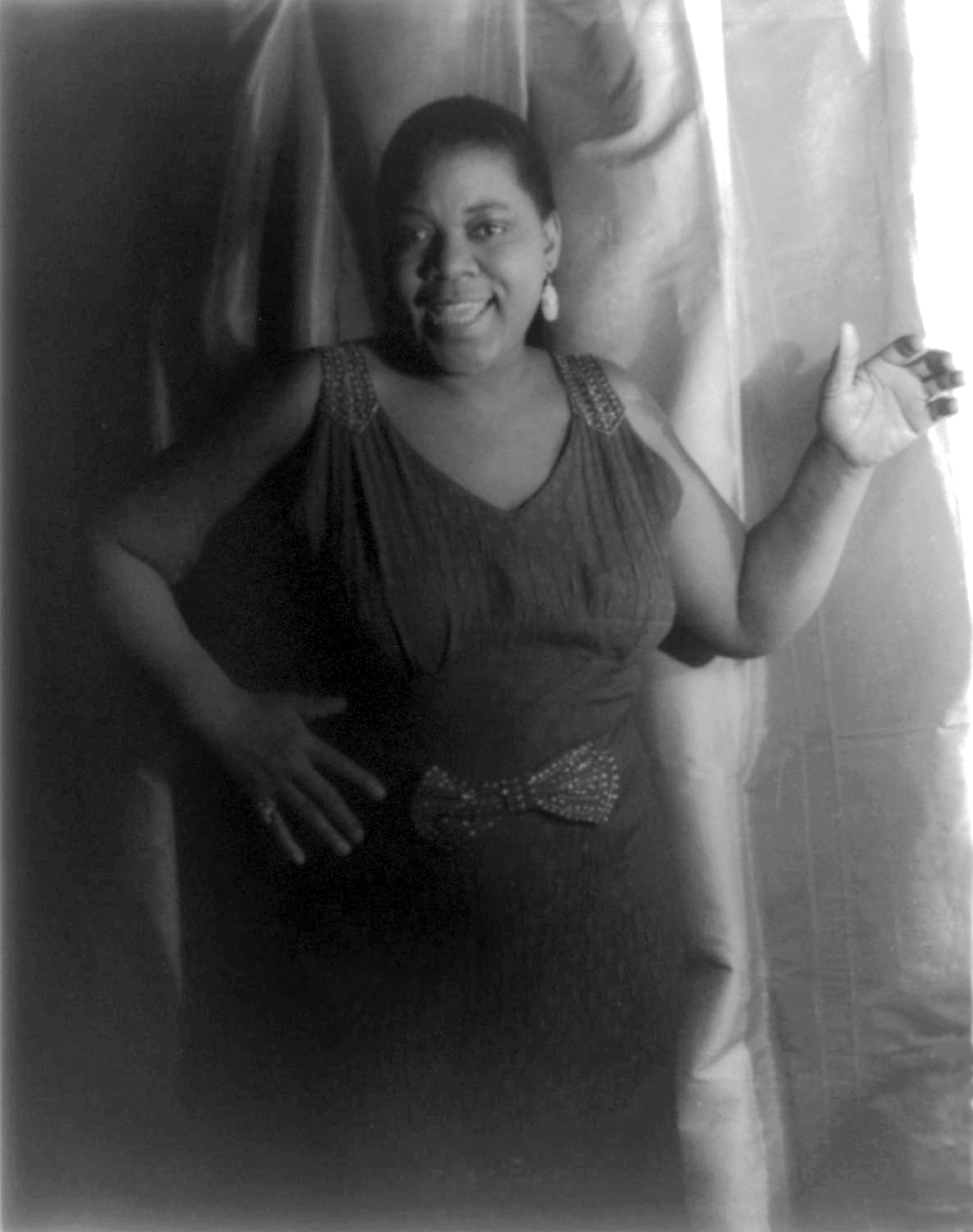
Bessie Smith photographiée par Carl van Vechten en 1936.

### Enfance
Bessie Smith est la fille de William et Laura Smith, une famille pauvre, qui habite le quartier Blue Goose Hollow, au pied de la Cameron Hill de Chattanooga. À l'âge de neuf ans, elle  devient orpheline et, pour gagner sa vie, chante dans les rues de Chattanooga avec son frère Andrew ou à l'Ivory Theatre de Chattanooga. Devenue une jeune femme, elle rejoint le spectacle ambulant de William et Gertrude Ma Rainey (la « Mother of the Blues »), connus sous le nom de Ma and Pa (« Maman et Papa »), au sein des Rabbit's Foot Minstrels lors de la tournée organisée par la  Moses Stokes Company.
En 1904, son frère aîné Clarence quitte la maison et rejoint une petite troupe itinérante appartenant à Moses Stokes. « Si Bessie avait été assez âgée, elle serait partie avec lui », déclare Maud, la veuve de Clarence. « C'est pourquoi il est parti sans le lui dire, mais Clarence m'a dit qu'elle était prête, même à l'époque. Bien sûr, elle n'était qu'une enfant. »
En 1912, Clarence retourne à Chattanooga avec la troupe Stokes et organise une audition pour sa sœur avec les managers de la troupe, Lonnie et Cora Fisher. Bessie a été engagée comme danseuse plutôt que comme chanteuse, car la compagnie comprenait déjà la chanteuse populaire Ma Rainey. Des témoignages contemporains indiquent que, si Ma Rainey n'a pas appris à Bessie à chanter, elle l'a probablement aidée à développer une présence sur scène. Bessie Smith fini par se produire dans des troupes, faisant du 81 Theatre d'Atlanta son point d'attache. Elle se produit également dans des spectacles dans le Theatre Owners Booking Association (TOBA) appartenant à des Noirs et devient l'une de ses principales attractions.

### Carrière

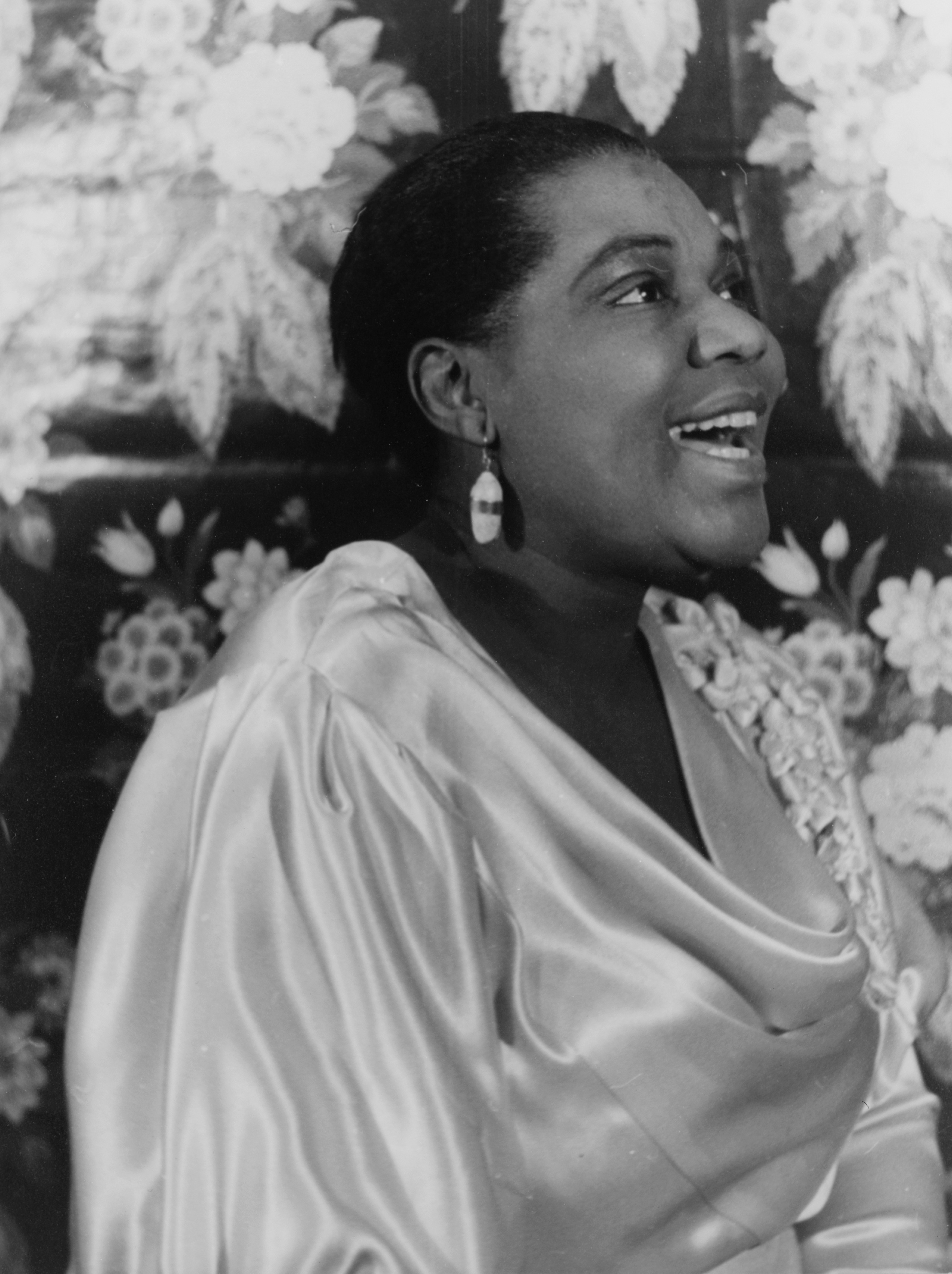

Vers 1913, Bessie Smith commence à monter son propre spectacle au 81 Théâtre d'Atlanta. En 1920, elle se fait une réputation dans le Sud et le long de la côte Est. À l'époque, les ventes de plus de 100 000 exemplaires de Crazy Blues, enregistré pour Okeh Records par la chanteuse Mamie Smith (aucun lien de parenté), indiquent un nouveau marché. L'industrie du disque n'a pas encore orienté sa production vers les Noirs, mais le succès de ce disque entraîne une recherche de chanteuses de blues.
En 1923, Smith fait ses débuts d'enregistrement chez Columbia Records avec sa première chanson, Downhearted Blues (« Blues du découragement »), espérant tirer profit de ce nouveau marché. Le 15 février 1923 a lieu sa première séance d'enregistrement pour Columbia, orchestrée par Dan Hornsby. Pendant la majeure partie de l'année 1923, ses disques sont publiés sur la série A de Columbia. Lorsque la compagnie établit une série de race records (« enregistrements pour les Noirs », le Cemetery Blues de Smith (26 septembre 1923) est le premier à être publié. Les deux faces de son premier disque, Downhearted Blues (en) accompagné de Gulf Coast Blues, sont des succès (un enregistrement antérieur de Downhearted Blues par sa coautrice Alberta Hunter est publié par Paramount Records).
Au fur et à mesure que sa popularité augmente, Smith devient une tête d'affiche du circuit de la Theatre Owners Booking Association (TOBA), dont elle devient la principale attraction dans les années 1920. Le service de publicité de Columbia la surnomme Queen of the Blues » (« Reine du blues »), mais la presse nationale ne tarde pas à lui donner le titre d'Empress of the Blues (« Impératrice du blues »). Les chansons de Bessie Smith mettent en avant l'indépendance, l'intrépidité et la liberté sexuelle, soutenant implicitement que les femmes de la classe ouvrière n'ont pas à modifier leur comportement pour être dignes de respect.
Malgré son succès, ni elle ni sa musique ne sont acceptées par tous les milieux. Elle auditionne une fois pour Black Swan Records (W. E. B. Du Bois fait partie de son conseil d'administration) et est recalée parce qu'elle est considérée comme trop sévère et qu'elle se serait arrêtée de chanter pour cracher. Les hommes d'affaires de Black Swan Records sont surpris lorsqu'elle devient la diva la plus populaire parce que son style est plus dur et plus grossier que celui de Mamie Smith.
Bessie Smith a une forte voix de contralto, qui est bien enregistrée dès sa première séance, qui a  lieu à l'époque où les enregistrements sont faits en acoustique. L'avènement de l'enregistrement électrique rend la puissance de sa voix encore plus évidente. Son premier enregistrement pour phonographe est Cake Walking Babies [From Home], enregistré le 5 mai 1925. Bessie Smith bénéficie également de la nouvelle technologie de diffusion radiophonique, même sur les stations du Sud, où règne la ségrégation. Par exemple, après avoir donné un concert devant un public exclusivement blanc dans un théâtre de Memphis, Tennessee, en octobre 1923, elle donne un concert tard dans la nuit sur la station WMC, qui est bien accueilli par le public de la radio. Des musiciens et des compositeurs comme Danny Barker et Tommy Dorsey ont comparé sa présence et sa prestation à celles d'un pasteur en raison de sa capacité à enchanter et à émouvoir son public.
Elle réalise 160 enregistrements pour Columbia, souvent accompagnée des meilleurs musiciens de l'époque, notamment Louis Armstrong, Coleman Hawkins, Fletcher Henderson, James P. Johnson, Joe Smith et Charlie Green. Un certain nombre d'enregistrements de Bessie Smith – comme Alexander's Ragtime Band en 1927 – se classent rapidement parmi les meilleures ventes de disques l'année de leur sortie

#### Broadway
La carrière de Bessie Smith est écourtée par la Grande Dépression, qui manque de mettre l'industrie du disque en faillite, et par l'arrivée du son au cinéma, qui sonne le glas du vaudeville. Elle ne cesse jamais, cependant, de se produire sur scène. L'époque des spectacles de vaudeville élaborés est révolue, mais Bessie Smith continue à faire des tournées et chante occasionnellement dans des clubs. En 1929, elle apparaît dans Pansy, une comédie musicale de Broadway. La pièce est un flop ; les meilleurs critiques disent qu'elle en est le seul atout.

#### Film
En novembre 1929, Bessie Smith fait son unique apparition au cinéma, dans un film à deux bobines, St. Louis Blues, basé sur la chanson du même nom du compositeur William Christopher Handy. Dans ce film, réalisé par Dudley Murphy et tourné à Astoria, dans le Queens, elle chante la chanson titre accompagnée par des membres de l'orchestre de Fletcher Henderson, le Hall Johnson Choir, le pianiste James P. Johnson et une section de cordes, environnement musical radicalement différent de celui de ses enregistrements.

#### Ère du swing
En 1933, John Henry Hammond, également mentor de Billie Holiday, demande à Bessie Smith d'enregistrer quatre faces pour Okeh (qui est racheté par Columbia Records en 1925). Il prétend l'avoir trouvée dans une semi-obscurité, « travaillant comme hôtesse dans un bar clandestin sur Ridge Avenue à Philadelphie ». Or, Bessie Smith ne travaille pas au Art's Cafe sur Ridge Avenue avant l'été 1936, et pas comme hôtesse. En 1933, lorsqu'elle fait les enregistrements d'Okeh, elle est encore en tournée. Hammond est connu pour sa mémoire sélective et ses embellissements gratuits.
Bessie Smith reçoit un cachet non royal de 37,50 dollars pour chaque sélection sur ces faces Okeh, qui sont ses derniers enregistrements. Réalisés le 24 novembre 1933, ils donnent un aperçu de la transformation qu'elle opère dans ses interprétations, lorsqu'elle transforme son art du blues en quelque chose qui correspond à l'ère du swing. L'accompagnement relativement moderne est remarquable. L'orchestre comprend des musiciens de l'ère du swing tels que le tromboniste Jack Teagarden, le trompettiste Frank Newton, le saxophoniste ténor Chu Berry, le pianiste Buck Washington, le guitariste Bobby Johnson et le bassiste Billy Taylor. Benny Goodman, qui enregistre par hasard avec Ethel Waters dans le studio voisin, passe par là et est à peine audible sur une sélection. Hammond n'est pas entièrement satisfait des résultats, préférant que Smith revisite son vieux son blues. Take Me for a Buggy Ride et Gimme a Pigfoot (And a Bottle of Beer), tous deux écrits par Wesley Wilson, figurent parmi ses enregistrements les plus populaires.

### Mort
Le soir du 26 septembre 1937, Bessie Smith a un tragique accident d'automobile en traversant Clarksdale dans le Mississippi avec son amant Richard Morgan (oncle du musicien de jazz Lionel Hampton). Ce dernier, conduisant, freine trop tard en arrivant sur un camion à l'arrêt et cherche alors à esquiver l'obstacle par la gauche, exposant la place occupée par Bessie à un impact violent. Grièvement blessée, celle-ci est transportée à l'hôpital afro-américain G.T. Thomas (en) où elle est amputée du bras droit et meurt au matin.
Le Dr Hugh Smith (aucun lien de parenté), chirurgien de Memphis, est la première personne à arriver sur les lieux de l'accident. Au début des années 1970, il fait un récit détaillé de son expérience à Chris Albertson, le biographe de Bessie. Il s'agit du témoignage le plus fiable sur les événements qui ont entouré la mort de Bessie.
Arrivé sur les lieux, Hugh Smith a examiné Smith, qui gisait au milieu de la route avec des blessures manifestement graves. Il a estimé qu'elle avait perdu environ une demi-pinte de sang et a immédiatement noté une blessure traumatique majeure : son bras droit était presque complètement sectionné au niveau du coude. Il indique cependant que cette blessure seule n'a pas causé sa mort. Bien que la lumière soit faible, il n'a observé que des blessures mineures à la tête. Il a attribué sa mort à des blessures par écrasement étendues et graves sur tout le côté droit de son corps, ce qui correspond à une collision par dérapage.
Henry Broughton, un partenaire de pêche du Dr Smith l'aide à déplacer Bessie Smith sur l'accotement de la route. Le Dr Smith panse sa blessure au bras avec un mouchoir propre et demande à Broughton de se rendre dans une maison située à environ cinq cent pieds de la route pour appeler une ambulance. Lorsque Broughton revient, environ 25 minutes plus tard, Bessie Smith est en état de choc.
Le temps passant sans aucun signe de l'ambulance, Hugh Smith suggère de l'emmener à Clarksdale dans sa voiture. Ils ont presque fini de vider la banquette arrière avec Broughton lorsqu'ils entendent le bruit d'une voiture approchant à grande vitesse. Smith a allumé ses feux en guise d'avertissement, mais la voiture en sens inverse n'a pas ralenti et l'a percuté à pleine vitesse. La voiture de Smith a percuté la Packard renversée de Bessie Smith, la détruisant complètement. La voiture en sens inverse a ricoché sur la voiture de Hugh Smith dans le fossé sur la droite, manquant de peu Broughton et Bessie Smith.
Le jeune couple qui se trouvait dans la voiture roulant à vive allure n'a pas subi de blessures mettant sa vie en danger. Deux ambulances sont alors arrivées de Clarksdale, l'une de l'hôpital noir, convoquée par Broughton, la seconde de l'hôpital blanc, à la suite d’un rapport du chauffeur du camion, qui n'avait pas vu les victimes de l'accident.
Transportée à l'hôpital afro-américain G. T. Thomas de Clarksdale, on ampute Bessie du bras droit amputé. Elle meurt le matin même sans avoir repris connaissance. Après sa mort, une histoire se répand, aujourd'hui réfutée, selon laquelle la chanteuse serait morte parce qu'un hôpital de Clarksdale réservé aux Blancs avait refusé de l'admettre la laissant mourir d'hémorragie. C'est l'écrivain et producteur de jazz John Hammond qui accrédite cette version dans un article paru dans le numéro de novembre 1937 du magazine DownBeat. Les circonstances de la mort de Bessie Smith et la rumeur rapportée par Hammond ont servi de base à la pièce en un acte d'Edward Albee de 1959, The Death of Bessie Smith.

Dans une biographie de la chanteuse, le docteur Smith estime que l'ambulance qui a évacué Bessie Smith ne serait jamais allée dans un hôpital blanc dans la mesure où « dans le Sud, à cette époque, aucun conducteur d'ambulance ou conducteur blanc n'aurait seulement songé à mener une personne de couleur dans un hôpital pour les Blancs. »
Une tombe non marquée
Sur sa tombe, longtemps restée anonyme, Janis Joplin a fait graver l'inscription : « La plus grande chanteuse de blues au monde ne cessera jamais de chanter – Bessie Smith 1894-1937 ».

## Vie personnelle
En 1923, Smith vit à Philadelphie lorsqu'elle rencontre Jack Gee, un agent de sécurité, qu'elle épouse le 7 juin 1923, juste au moment de la sortie de son premier disque. Pendant leur mariage, Smith devient l'artiste noire la mieux payée de l'époque, dirigeant ses propres spectacles, qui comptent parfois jusqu'à 40 troupes, et faisant des tournées dans son propre wagon de chemin de fer construit sur mesure.
Leur mariage est orageux, avec des infidélités de part et d'autre, y compris de nombreuses partenaires sexuelles pour Bessie. Gee était impressionné par l'argent, mais ne s'est jamais adapté à la vie du show-business ou à la bisexualité de Smith. En 1929, lorsqu'elle apprend qu'il a une liaison avec une autre chanteuse, Gertrude Saunders, il met fin à leur relation, bien qu'aucun des deux ne demande le divorce.

Bessie s'installe ensuite en concubinage avec un vieil ami, Richard Morgan, oncle de Lionel Hampton. Elle reste avec lui jusqu'à sa mort.

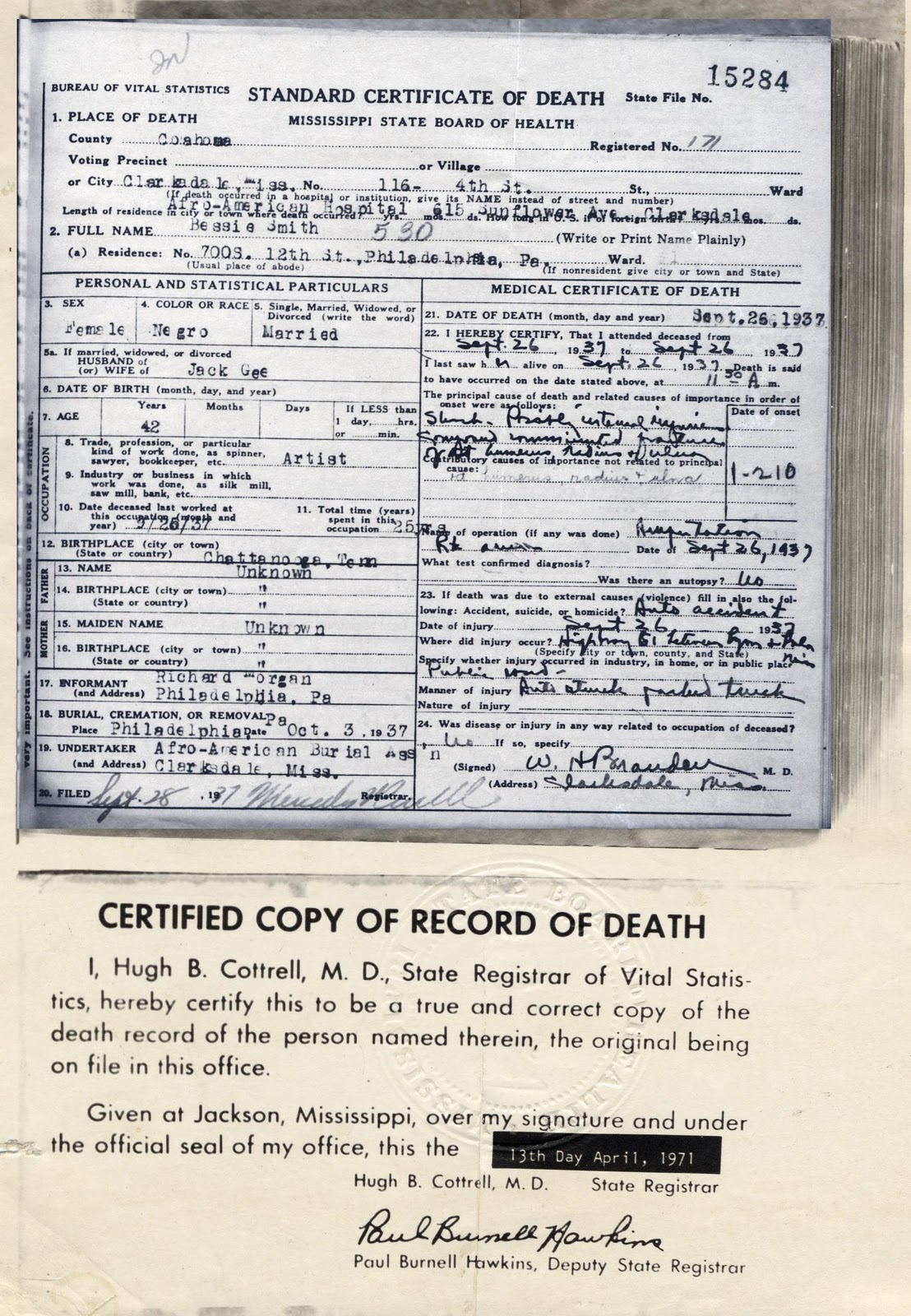
Le certificat de décès de Bessie Smith.

## Hommage
- Elle est inscrite au National Women's Hall of Fame.
- En 1967, Hélène Martin met en musique et enregistre le texte d'André Benedetto La ballade de Bessie Smith, qui évoque notamment les  circonstances de la disparition de la chanteuse[14],[15].
- Une chanson de Patricia Kaas s'intitule Bessie[16].
- Une chanson intitulée Bessie Smith a été écrité dans les années 1970 par Danko et Robertson (du groupe The Band), elle a fait l'objet d'une reprise par Norah Jones.
- Dans le remix de Break my soule 2022, Beyoncé la cite.

## Thèmes musicaux
Des chansons comme Jail House Blues, Work House Blues, Prison Blues, Sing Sing Prison Blues et Send Me to the 'Lectric Chair abordaient de manière critique les problèmes sociaux de l'époque, tels que les chaînes de malfaiteurs, le système de location de prisonniers et la peine capitale.
Poor Man's Blues et Washwoman's Blues sont considérés par les spécialistes comme une forme précoce de la musique de protestation afro-américaine.
Ce qui devient évident après avoir écouté sa musique et étudié ses paroles, c'est que Smith a mis en valeur et canalisé une sous-culture au sein de la classe ouvrière afro-américaine. En outre, elle a intégré dans ses paroles des commentaires sur des questions sociales telles que la pauvreté, les conflits intra-raciaux et la sexualité féminine. La sincérité de ses textes et son comportement en public n'étaient pas largement acceptés comme des expressions appropriées pour les femmes afro-américaines ; par conséquent, son travail était souvent considéré comme déplaisant ou inconvenant, plutôt que comme une représentation exacte de l'expérience afro-américaine.
L'œuvre de Smith a remis en question les normes élitistes en encourageant les femmes de la classe ouvrière à revendiquer leur droit de boire, de faire la fête et de satisfaire leurs besoins sexuels comme moyen de faire face au stress et à l'insatisfaction dans leur vie quotidienne. Smith défendait une vision plus large de la féminité afro-américaine, au-delà de la domesticité, de la piété et de la conformité ; elle recherchait l'autonomisation et le bonheur à travers l'indépendance, l'insolence et la liberté sexuelle.
Les paroles de Smith sont souvent considérées comme une représentation de sa sexualité. Dans Prove it On Me, interprété par Ma Rainey, cette dernière chante : "Went out last night with a crowd of my friends. Ce devait être des femmes, parce que je n'aime pas les hommes... ils disent que je le fais, personne ne m'a attrapé. C'est sûr qu'il faut le prouver sur moi." Les théoriciens et les activistes afro-américains queer ont souvent considéré Ma Rainey et Bessie Smith comme des modèles de gender-bending de l'ère du blues du début du XXe siècle.

## Discographie
Bessie Smith enregistra près de 200 chansons au cours de sa carrière.
- Duos : avec C. Williams : Down Hearted Blues/Gulf Coast Blues (1923) ; avec F. Henderson : Bleeding Hearted Blues (1923) ; avec Irving Johns : Jail House Blues (1923), Sam Jones Blues (1923) ; avec F. Henderson : Any Woman’s Blues (1923) ; Squeeze Me (1926).

- Comme chanteuse principale : Pinchbacks – Take ’em Away (1924) ; Weeping Willow Blues (1924) ; The St. Louis Blues/Cold in Hand Blues (1925) ; Cake Walkin’ Babies (from Home) (1925) ; Careless Love Blues (1925) ; J. C. Holmes Blues (1925) ; Baby Doll (1926) ; Back Water Blues (1927) ; After you’ve gone (1927) ; Alexander’s Ragtime Band (1927) ; Trombone Cholly (1927) ; Mean Old Bed Bug Blues/A good man is hard to find (1927) ; Dyin’ by the Hour/Foolish Man Blues (1927) ; Empty Bed Blues (1928) ; Nobody Knows You When You're Down and Out (1929) ; Long Old Road/Shipwreck Blues (1931) ; Gimme a pigfoot (1933).

## Prix et honneurs

### Grammy Hall of Fame
Trois enregistrements de Smith ont été intronisés au Grammy Hall of Fame, une récompense créée en 1973 pour honorer les enregistrements qui ont au moins 25 ans et qui ont une "signification qualitative ou historique".
| Bessie Smith : Grammy Hall of Fame Award |                   |                |          |      |
| 1923                                     | Downhearted Blues | Blues (Single) | Columbia | 2006 |
| 1925                                     | St. Louis Blues   | Jazz (Single)  | Columbia | 1993 |
| 1928                                     | Empty Bed Blues   | Blues (Single) | Columbia | 1983 |

### National Recording Registry
En 2002, l'enregistrement de Smith de Downhearted Blues a été inscrit au Registre national des enregistrements par le National Recording Preservation Board de la Bibliothèque du Congrès. Le conseil sélectionne chaque année des enregistrements qui sont « culturellement, historiquement ou esthétiquement importants. »
Downhearted Blues a également été inclus dans la liste des chansons du siècle par la Recording Industry Association of America et le National Endowment for the Arts en 2001, et dans les « 500 chansons qui ont façonné le rock 'n' roll » du Rock and Roll Hall of Fame.

### Initiations
| Année | Catégorie                         | Notes |
| ----- | --------------------------------- | ----- |
| 1989  | Grammy Lifetime Achievement Award |       |
| 1989  | Rock and Roll Hall of Fame        |       |
| 1981  | Big Band and Jazz Hall of Fame    |       |
| 1980  | Blues Hall of Fame                |       |

En 1984, Smith a été intronisée au National Women's Hall of Fame.

### U.S postage stamp
Le service postal américain a émis un timbre-poste commémoratif de 29 cents en l'honneur de Smith en 1994.

## Remasterisation numérique
Les défauts techniques de la majorité de ses enregistrements originaux sur gramophone (en particulier les variations de la vitesse d'enregistrement, qui augmentaient ou diminuaient la hauteur apparente de sa voix) ont déformé le « clair-obscur » de son phrasé, de son interprétation et de sa prestation. Ils modifiaient la tonalité apparente de ses interprétations (parfois augmentée ou diminuée d'un demi-ton). Le "trou central" de certains enregistrements originaux ne se trouvait pas au milieu du disque original, de sorte qu'il y avait de grandes variations dans le ton, la hauteur, la tonalité et le phrasé, lorsque les disques commercialisés tournaient autour de la broche.
Compte tenu de ces limites historiques, les versions actuelles remastérisées numériquement de son œuvre apportent des améliorations notables à la qualité sonore des interprétations de Smith, bien que certains critiques estiment que les versions sur disque compact de Columbia Records sont quelque peu inférieures aux transferts ultérieurs réalisés par feu John R. T. Davies pour Frog Records.

## Dans la culture populaire
La nouvelle de 1948 Blue Melody, de J. D. Salinger, et la pièce de 1959 The Death of Bessie Smith, d'Edward Albee, sont basées sur la vie et la mort de Smith, mais les deux auteurs ont pris une licence poétique ; par exemple, la pièce d'Albee déforme les circonstances de son traitement médical, ou de son absence de traitement, avant sa mort, en l'attribuant à des médecins racistes. Les circonstances relatées par Salinger et Albee ont été largement diffusées avant d'être démenties ultérieurement par le biographe de Smith. HBO a sorti un film sur Smith, Bessie, avec Queen Latifah, le 16 mai 2015.
Dinah Washington et LaVern Baker ont sorti des albums en hommage à Smith en 1958. Sorti sur Exodus Records en 1965, Hoyt Axton Sings Bessie Smith est une autre collection de chansons de Smith interprétées par le chanteur folk Hoyt Axton.
Chaque année en juin, le Bessie Smith Cultural Center de Chattanooga parraine le Bessie Smith Strut dans le cadre du Riverbend Festival de la ville,.
Elle a fait l'objet d'une biographie de 1997 par Jackie Kay, rééditée en février 2021 et présentée comme le livre de la semaine sur BBC Radio 4, lue dans une version abrégée par l'auteur,.
La chanson Bessie Smith de The Band est apparue pour la première fois sur The Basement Tapes en 1975, mais date probablement de 1970 ou 1971. Bien que le musicien Artie Traum se rappelle avoir croisé Rick Danko, le coauteur de la chanson à Woodstock en 1969, qui a chanté un couplet de "Going Down The Road to See Bessie" sur le champ.
Dans le film Bessie de 2015 de HBO, Queen Latifah fait le portrait de Smith, en se concentrant sur la lutte et la transition de la vie et de la sexualité de Smith. Le film a été bien accueilli par la critique et a remporté quatre Primetime Emmy Awards, dont celui du meilleur téléfilm.
La plupart de ses chansons sont utilisées pour le jeu vidéo BioShock (2K Games) grâce à l'ambiance rétro que Bessie Smith véhicule.

## Cinéma
- 2015, Bessie, film réalisé par Dee Rees avec Queen Latifah dans le rôle  de Bessie Smith